# عقلية انعدام الأخطاء
عقلية انعدام الأخطاء (بالإنجليزية: zero-defects mentality) مصطلح يشير لحالة من عدم تحمل هيكل القيادة والتحكم للأخطاء. ومن المسلم به الآن على نطاق واسع أن هذه الحالة تُعتبر غير فعالة سواء في الحياة العسكرية أو المدنية.